# Comic Flapper
Gekkan Comic Flapper (jap. 月刊コミックフラッパー, Gekkan Komikku Furappā, engl. Monthly Comic Flapper) ist ein monatlich erscheinendes japanisches Manga-Magazin, das sich an ein männliches Publikum richtet und daher zu den Seinen-Magazinen zählt. Veröffentlicht wird es seit dem 5. November 1999 von dem Verlag Media Factory. Das Magazin ist der Nachfolger des Magazins Comic Alpha und erscheint am 5. eines jeden Monats in Japan. Am 5. Februar 2008 (Ausgabe 3/2008) veröffentlichte das Magazin seine 100. Ausgabe.

## Veröffentlichte Serien (Auswahl)
- 70 Oku no Hari
- Boku no Tsuma wa Kanjō ga nai
- Brave 10
- Candy Boy
- Chōjin Locke
- Cobra: Magic Doll
- Dance in the Vampire Bund
- Denkigai no Honya-san
- Fantastic Children
- Futatsu no Spica
- Girls und Panzer
- Guin Saga
- Kage kara Mamoru!
- Kamisama Kazoku
- Kuma Miko
- Madan no Ō to Vanadis
- Mushoku Tensei
- Najica Blitz Tactics
- Nijū Mensō no Musume
- Overman King Gainer
- The Rising of the Shield Hero
- Sūgaku Girl
- Tate no Yūsha no Nariagari
- Togari Shiro
- Tonari no Seki-kun
- Tono to Issho
- Translucent – Kanojo wa Hantōmei
- Vamos Lá!